# Jürg Baur

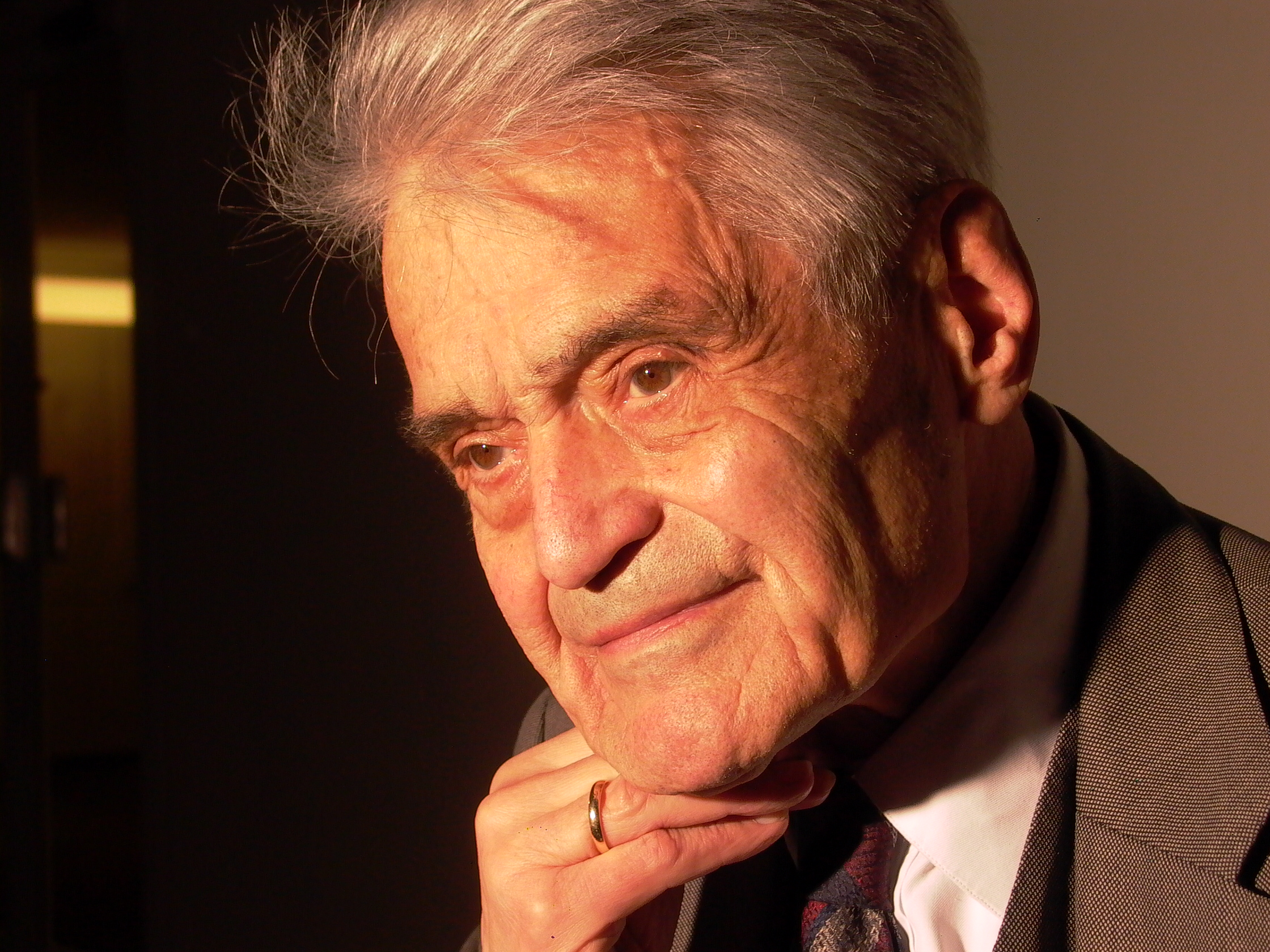
Jürg Baur im November 2008

Jürg Baur (* 11. November 1918 in Düsseldorf; † 31. Januar 2010 ebenda) war ein deutscher Komponist.

## Leben
Jürg Baur kam bereits früh mit verschiedensten Musikstilen in Berührung. Das im Elternhaus vorhandene Notenmaterial bot dem jungen Jürg Baur, der mit acht Jahren die ersten Klavierstunden bei Adelheid Kroeber und später von Albert Thate auch Orgelunterricht erhielt, die Gelegenheit, sich intensiv mit Klavierwerken von Johann Sebastian Bach und Klavierstücken von Béla Bartók, Igor Strawinsky, Paul Hindemith, Ernst Krenek und Ernst Toch auseinanderzusetzen, die ihn zum Komponieren anregten. Sein Streichquartett in d-Moll (1935), kurz vor dem Abitur 1937 am Düsseldorfer Hindenburg-Gymnasium durch das Prisca-Quartett dort teilweise uraufgeführt, ebnete Baur den Weg in die Kompositionsklasse Philipp Jarnachs an der Hochschule für Musik und Tanz Köln, an der er im Herbst 1937 sein Studium begann. Er studierte zusätzlich sowohl Klavier bei Karl Hermann Pillney als auch Orgel bei Michael Schneider. Während des Studiums gehörte er einer Kameradschaft des NSDStB an, wurde aber als politisch unzuverlässig eingestuft.
Bedingt durch die Einberufung zum Wehrdienst 1939 musste Jürg Baur das Studium nach vier Semestern unterbrechen, nahm es nach dem Krieg, während dessen er 1944 Dr. med. Hilde Wolfstieg geheiratet hatte, und der Rückkehr aus sowjetischer Kriegsgefangenschaft wieder auf und wurde bereits im Verlaufe des Jahres 1946 Dozent für Musiktheorie am Robert-Schumann-Konservatorium Düsseldorf. Im gleichen Jahr legte er sein Staatsexamen für Tonsatz und Klavier ab; ein Jahr später beendete er das Kompositionsstudium mit Abschluss der Künstlerischen Reifeprüfung. Sein 1948 begonnenes Musikwissenschaftsstudium bei Karl-Gustav Fellerer an der Universität zu Köln schloss er zwar 1951 ab, die in Arbeit befindliche Dissertation fiel jedoch verschiedenen anderen Beschäftigungen zum Opfer: So war er neben seiner Lehrtätigkeit Kantor an der Pauluskirche in Düsseldorf-Unterrath (1952–66) sowie mehrere Jahre lang Bühnenmusikverfasser für das Düsseldorfer Schauspielhaus der Ära Gustaf Gründgens. Den Abschluss seiner Examina bildete das A-Examen für Kirchenmusik 1954. 1959–66 war Baur Gastdozent der Landeskirchenmusikschule der Evangelischen Kirche im Rheinland.
1955 erhielt Baur den Förderpreis des Robert-Schumann-Preises der Stadt Düsseldorf, 1956 den Förderpreis der jungen Generation Recklinghausen und ein Jahr später den Düsseldorfer Robert-Schumann-Preis in Würdigung seines Gesamtschaffens. Die bedeutendste und wichtigste Auszeichnung war das Rom-Stipendium der Deutschen Akademie Villa Massimo 1960. 1965 wurde Jürg Baur Nachfolger von Joseph Neyses als Direktor des Düsseldorfer Robert-Schumann-Konservatoriums und 1969 zum Professor ernannt. In diese Zeit fallen auch eine Reise in die UdSSR im Auftrag des Deutschen Musikrates, ein zweites Villa-Massimo-Stipendium (beides 1968) und die Verleihung des Bundesverdienstkreuzes 1. Klasse (1969).
1971 übernahm Baur die Kompositionsklasse Bernd Alois Zimmermanns an der Kölner Musikhochschule, die er dann bis 1990 (nach seiner Pensionierung als Lehrauftrag) leitete; eine Berufung an die Münchener Musikhochschule lehnte er 1975 ab. Im Jahre 1979 folgte eine zweite Reise in die UdSSR, bevor er ein Jahr später als Ehrengast in der Villa Massimo weilte und 1984 als Ehrengast am Moskauer Internationalen Musikfest teilnahm. 1990 erhielt Jürg Baur den Verdienstorden des Landes Nordrhein-Westfalen, 1994 den Musikpreis der Stadt Duisburg. Ab 1973 war Baur Mitglied des Wertungsausschusses der GEMA, der er seit 1947 angehörte; ab 1977 war er Einzel- und ab 1988 Ehrenmitglied des Deutschen Musikrats. Außerdem war er von 1971 bis 1993 1. Vorsitzender des nordrhein-westfälischen Landesverbandes VDMK (heute: DTKV) sowie von 1962 bis 1997 1. Vorsitzender des VDMK-Bezirksverbandes Düsseldorf, deren beider Ehrenvorsitzender er anschließend war. 1997 erhielt Jürg Baur den Musikpreis der Gerhard-Maasz-Stiftung für sein Gesamtwerk sowie den Ehrenring der Deutschen Schubertgesellschaft.

## Werke
Jürg Baur hat für alle Gattungen der Musik komponiert. Allerdings fand er erst spät zum Musiktheater: Mit 87 Jahren hat er seine erste Oper komponiert: Der Roman mit dem Kontrabass, nach der gleichnamigen Novelle von Anton Tschechow (Libretto von Michael Leinert). Die Uraufführung fand am 24. November 2005 in Düsseldorf statt, als Auftragswerk der Deutschen Oper am Rhein und der Robert Schumann Hochschule in Düsseldorf.
Der 90-jährige Komponist hat zuletzt für einen Heine-Abend an der University of Memphis, Tennessee/USA das Heinegedicht Mondenschein (Nacht liegt auf den fremden Wegen) komponiert: Uraufführung am 18. November 2006 in der Harris Concert Hall mit Susan Owen-Leinert, Sopran, begleitet von Dirk Wedmann am Flügel.
Auswahl der wichtigsten Werke
- Musik mit Robert Schumann für großes Orchester
- Giorno per giorno nach Giuseppe Ungaretti für großes Orchester (in memoriam Bernd Alois Zimmermann)
- Concerto Romano für Oboe und Orchester
- 3.Streichquartett
- Et respice finem für Streichquartett
- Quintetto sereno für gemischtes Bläserquintett
- Kontrapunkte 77 über das Musikalische Opfer von Johann Sebastian Bach für Flöte, Englischhorn und Fagott
- Ballata Romana für Klarinette und Klavier
- Aphorismen für Klavier
- Drei Fantasien für Gitarre
- Meditazione sopra Gesualdo für Orgel
- Die Blume des Scharon nach Texten aus dem „Hohen Lied“ für gemischten Chor
- Vom tiefinnern Sang für mittlere Stimme und Klavier
- Perché. Oratorium
- Der Roman mit dem Kontrabaß Kammeroper nach Tschechow
- Concerto da camera. Auf der Suche nach der verlorenen Zeit für Blockflöte und Orchester

Baurs Werke erscheinen überwiegend im Verlag Breitkopf & Härtel, seit 1990 auch schwerpunktmäßig im Verlag Dohr Köln.

## Diskografie (Auswahl)
- Jürg Baur – Das Klavierwerk (mit Oliver Drechsel); Verlag telos tls024
- mit wechselndem Schlüssel, Klavierlieder (mit Matthias Güdelhöfer und Oliver Drechsel); Verlag Dohr DCD 008
- Jürg Baur – Orgelwerke I (mit Reinhard Kluth); KM 00.012, K&M Records, ein Label von: KrömerMusic, 54317 Gusterath,
- Orgelwerke (mit Martin Herchenröder); Verlag Koch/Schwann, 3-1846-2 H1
- Orchesterwerke; Thorofon, CTH 2270